# مايو كيبي (محافظة)
تشير هذه المقالة إلى إحدى محافظات تشاد السابقة، من عام 2002 قُسّمت البلاد إلى 18 منطقة.
كانت محافظة مايو كيبي واحدة من 14 محافظة في تشاد. تقع في جنوب غرب البلاد، وتغطي مساحة 30105 كيلومترات مربعة وكان عدد سكانها 825158 نسمة في عام 1993، وكانت عاصمتها بونقور.